# Liste der Monuments historiques in Nouillonpont
Die Liste der Monuments historiques in Nouillonpont führt die Monuments historiques in der französischen Gemeinde Nouillonpont auf.

## Liste der Objekte
| Bezeichnung                       | Beschreibung                                      | Standort                        | Kennzeichnung | Schutzstatus | Datum | Bild |
| --------------------------------- | ------------------------------------------------- | ------------------------------- | ------------- | ------------ | ----- | ---- |
| Gemälde Jesus und die Samariterin | Ölfarbe auf Leinwand, 1781 von Franz Ignaz Oefele | in der Kirche St-Martin (Lage)  | PM55000882    | Classé       | 1991  |      |
| Taufpiscina                       | Stein, farbig gefasst, 18. Jahrhundert            | in der Kirche St-Martin (Lage)  | PM55002183    | Inscrit      | 1992  |      |
| Kreuzigungsretabel                | Stein, farbig gefasst, um 1595                    | in der Kapelle St-Hubert (Lage) | PM55001045    | Classé       | 1993  |      |